# Thomisus hararinus
Thomisus hararinus är en spindelart som beskrevs av Lodovico di Caporiacco 1947. Thomisus hararinus ingår i släktet Thomisus och familjen krabbspindlar.
Artens utbredningsområde är Etiopien. Inga underarter finns listade i Catalogue of Life.